# Wendeż (przystanek kolejowy)
Wendeż (biał. Вяндзеж, Wiandzież; ros. Вендеж) – przystanek kolejowy w miejscowości Wendeż, w rejonie puchowickim, w obwodzie mińskim, na Białorusi. Położony jest na linii Homel - Żłobin - Mińsk.